# Węglowice
Węglowice (niem. Kuhlhausen) – wieś w Polsce położona w województwie śląskim, w powiecie kłobuckim, w gminie Wręczyca Wielka.
Wieś leży około 15 km na południe od Kłobucka, w pobliżu węzła kolejowego w Herbach Nowych.
| SIMC    | Nazwa       | Rodzaj                          |
| ------- | ----------- | ------------------------------- |
| 1002366 | Osada Leśna | część wsi (zniesiona w 2023 r.) |
| 0147370 | Podlesie    | część wsi                       |
| 0147387 | Poprzeczka  | część wsi                       |

Wieś Węglowice powstała na przełomie XVIII i XIX wieku, została założona wraz z pobliskim Puszczewem, przez mieszanych wyznaniowo osadników niemieckich.
W okresie międzywojennym stacjonowała w miejscowości placówka Straży Celnej II linii „Węglowice”.
Do 1954 roku oraz w latach 1973–1976 miejscowość była siedzibą gminy Węglowice. W latach 1975–1998 miejscowość administracyjnie należała do województwa częstochowskiego.
We wsi znajduje się zespół szkół z dwustuletnią tradycją. Szkoła posiada basen, wiele karuzel, kawiarenki. Latem organizowane są festyny z wieloma atrakcjami. Wieś znajduje się w pobliżu Parku Krajobrazowego Lasy nad Górną Liswartą.